# Condado de Pueblo

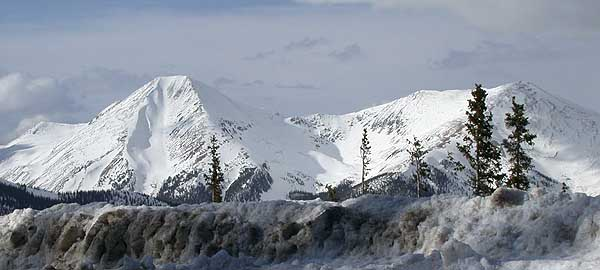
Vista del sur de las Sawatch desde el paso de Monarch.

El condado de Pueblo (en inglés, Pueblo County), fundado en 1861, es uno de los 64 condados del estado estadounidense de Colorado. En el año 2000 tenía una población de 141 472 habitantes con una densidad de población de 23 personas por km² siendo el décimo condado con más habitantes de este estado. La sede del condado es Pueblo.

## Geografía
Según la oficina del censo el condado tiene una superficie total de 6208 km² (2396,9 mi²), de los que 6174 km² (2383,8 mi²) son tierra y 20 km² (7,7 mi²) (0,83%) son agua.

### Condados adyacentes
- Condado de El Paso - norte
- Condado de Lincoln - nordeste
- Condado de Crowley - este
- Condado de Otero - este
- Condado de Las Ánimas - sur
- Condado de Huérfano - suroeste
- Condado de Custer - oeste
- Condado de Fremont - noroeste

## Demografía
Según el 2000 la renta per cápita media de los habitantes del condado era de 41 283 dólares y el ingreso medio de una familia era de 50 143 dólares. El ingreso por habitante era de 21 656 dólares y alrededor de un 14,90% de la población estaba bajo el umbral de pobreza nacional.

## Ciudades y pueblos
- Avondale
- Beulah Valley
- Boone
- Colorado City
- Pueblo
- Pueblo Springs Ranch
- Pueblo West
- Rye
- Salt Creek
- Vineland

## Espacios naturales protegidos
Entre ellos destacan el San Isabel National Forest que contiene parte de las cordilleras de Sawatch y Sangre de Cristo y la zona de Collegiate Peaks Wilderness. También incluye el área protegida de Greenhorn Mountain Wilderness que recibe el nombre de la cima más alta de las Wet Mountains.